# Gaylen Gerber
Gaylen Gerber (* 8. Juni 1955 in McAllen, Texas) ist ein US-amerikanischer monochromer Maler, Konzept- und Installationskünstler.
Gerber legte 1977 am State University of New York at Brockport den Bachelor ab. Den Masterstudiengang absolvierte er an der New York Studio School of Drawing, Painting and Sculpture und am Art Institute of Chicago. Er machte 1980 den Abschluss und lehrt seit 1987 am Art Institute of Chicago.
In den frühen 1980er Jahren schuf Gerber graue, einfarbige Bilder mit subtilen Verschiebungen in der lackierten Oberfläche, die den Rezipienten einladen, seinen Standort bei der Betrachtung zu wechseln. Seine meist grauen Werke nennt er backdrops und supports, häufig werden sie zusammen mit Werken anderer Künstler, wie zum Beispiel Stephen Prina, Kay Rosen und Rémy Zaugg zu Installationen kombiniert.
Gaylen Gerbers Werk wird international in renommierten Ausstellungshäusern gezeigt. Gerber war 1992 Teilnehmer bei der documenta IX in Kassel und 2010 bei GrenzGebietRuhr in Essen.